# Louisa Hall
Pour les articles homonymes, voir Hall.
Œuvres principales
- Rêves de machines

Louisa Hall, née le 24 juin 1982 à Philadelphie en Pennsylvanie, est une écrivaine américaine.

## Biographie
De 2003 à 2007, elle est joueuse professionnelle de squash avec un classement de 60e mondiale. Elle remporte la médaille d'or par équipes aux Jeux panaméricains de 2003.
Elle devint romancière.
Son second roman Rêves de machines traite de la relation humaine avec l'intelligence artificielle.
Son troisième roman, de forme chorale, Trinity, évoque la vie de Robert Oppenheimer et les conséquences du premier essai atomique,.

## Œuvres

### Romans
- (en) The Carriage House, Scribner, 2013
- Rêves de machines, Gallimard, 2017 ((en) Speak, HarperCollins, 2015), trad. Hélène Papot, 384 p.  (ISBN 978-2-070-17904-6)
- (en) Trinity, Gallimard, trad. Hélène Papot